# 素晴らしき遺産
『素晴らしき遺産』（すばらしきいさん、原題：Laughter in Paradise）は、1950年に撮影され、1951年に公開されたイギリス映画。オードリー・ヘプバーンが煙草売りの娘として2シーンだけ出演している。日本未公開。

## 概要
イギリスでの公開は『若気のいたり』の後になったが、この作品はオードリー・ヘプバーンがイギリスに渡って最初に撮影した作品である。ここでのオードリー・ヘプバーンの役は小さなものであるが、この作品が果たした役割は非常に大きい。この作品でのヘプバーンを見たパラマウントのロンドン製作部長のリチャード・ミーランドが、アメリカの本社にオードリー・ヘプバーンを『ローマの休日』での王女役に推薦したからである。
また、この作品は評価も高く、1951年に英国で最大の興行収入をあげたイギリス映画になった。1970年にはイギリスで『Some Will, Some Won't』の題名でリメイクされている。
日本では劇場未公開のままで、2009年にオードリー・ヘプバーン生誕80周年としてDVDが発売されるまでは、原題どおり『天国の笑い声』として伝記本などでは紹介されている。

## キャスト
- デニストン・ラッセル：アリスティア・シム
- アグネス・シム：フェイ・コンプトン
- ルシル・グレイソン：ビアトリス・キャンベル
- ジョアン・ウエブー：ヴェロニカ・ハースト
- サイモン・ラッセル：ガイ・ミドルトン
- ハーバート・ラッセル：ジョージ・コール
- サー・チャールズ・ロブソン：A.E.マシューズ
- エリザベス・ロブソン：ジョイス・グレンフェル
- ロジャー・ゴットフリー：アンソニー・スティール
- ゴードン・ウェブ：ジョン・ローリー
- シーラ・ウィルコット：エレノア・サマーフィールド
- ミスター・ワグスタッフ：ロナルド・アダム
- 軍曹：レスリー・デューワー
- エンディコット：アーネスト・センジャー
- ヘンリー・ラッセル：ヒュー・グリフィス
- ステュワート：マイケル・バートウィー
- 煙草売りの娘：オードリー・ヘプバーン
- ベンソン：マッケンジー・ワード
- エセル：シャーロット・ミッチェル

## 製作
英国のアソシエイティッド・ブリティッシュ映画社（ABC）で配役部長をしていたロバート・レナードは、『素晴らしき遺産』の準備でロンドンへ来ていたイタリアの監督マリオ・ザンピにオードリー・ヘプバーンを推薦した。当時昼間の舞台『ソース・ピカント』に出ていたヘプバーンは、夜はロンドンで最高級のナイトクラブである「シロズ」でも『ソース・ピカント』のいくつかの寸劇で構成した短いレヴューを演じていた。ロバート・レナードもシロズでヘプバーンを見て気に入っていたのだった。シロズに見に言ったザンピと脚本のマイケル・パートウィーはヘプバーンを見て「僕らは息をのんだよ」という。その後ザンピはヘプバーンに夢中になり、『ソース・ピカント』を14回も見たと言って、『素晴らしき遺産』の主役の座をヘプバーンに提供した。
しかしヘプバーンはショーの短期巡業公演にサインをしたところだと言って断った。当時ヘプバーンが付き合っていたマルセル・ル・ボンが計画した『ソース・ピカント』の仲間たちと新しいキャバレー・ショーをやる予定だったからだった。ところが巡業へ出ようとした矢先に興行が中止、マルセル・ル・ボンは責任を感じてひどく落ち込み、アメリカ行きの船に乗って逃げてしまった。
ショーの頓挫後、ヘプバーンは急いでザンピの所へ行って、「あの役がまだ決まってなくて、私が断ったことをひどく怒ってなければ、ぜひやらせていただきたいんですが。」と言った。ザンピは怒ってはおらず、なぜ決定をもう少し延ばさなかったのか悔やんだが、すでにその役はビアトリス・キャンベルに決まった後だった。「残っているのは端役の煙草売りだけだが、やってみるかね？」とザンピは訊いて、ヘプバーンはぜひやりたいと答えて決定した。たった1日で済む仕事であった。
「マリオ・ザンピが特別な新人を発見したことに、みんな気づいていた」と共演者のジョージ・コールは後で言った。またエレノア・サマーフィールドも「パインウッド撮影所を興奮が駆け抜けたわ。オードリーのシーンの編集用プリントを見た人たちは、新しいスターがやって来たと確信したのよ」と付け加えた。
マリオ・ザンピは1951年1月号の映画週刊誌「シネマ」で「彼女はいつか大物スターになるだろう」と語っている。
また、端役にもかかわらず、ヘプバーンは煙草売りの衣装でイギリスの「フィルムレビュー」誌で公開前の1951年3月号の表紙を単独で飾っている。